# Écsi Gyöngyi
Écsi Gyöngyi (Vágsellye, 1965. december 26. –) lelkész, népdalénekes, -gyűjtő, bábszínész.

## Élete
Vágsellyén járt alapiskolába, majd a Galántai Magyar Tanítási Nyelvű Gimnáziumban érettségizett. 5 évet a pozsonyi Comenius Egyetemen újságíró szakon tanult, de nem államvizsgázott le. A gömöri Berzétén, ahol népdalkört alapított (Berkő), és Kőrösben élt és gyűjtött 7 évet, majd jelentkezett a komáromi református Calvin János Teológiai Akadémiára. A végzés után lelkészként működik Hetényben, ahol ugyancsak énekkart és gyermek bábcsoportot vezet.
Előadóművészként bejárta egész Európát és a tengerentúlt. Népzenei gyűjtéseit egyetemistaként kezdte a Zoborvidéken Ág Tibor népzenekutató mellett, majd a Felső-Gömörben folytatta. Iskolái néptánccsoportjában táncolt, majd énekes szólistája lett a pozsonyi Ifjú Sziveknek, a Ghymes együttesnek, a bécsi Kaláris zenekarnak és a nemzetközi Vents’d Est (Keleti Szél) világzenei együttesnek.
1989-ben rövid ideig A Hét munkatársa.

## Elismerései
- 2000 legjobb bábszínésznő díj (Győr)
- 2003 Michel Indali-díj (Budapest)
- 2004 különdíj (Kaposvári Gyermek-biennálé)
- 2007 Mikola Anikó-díj
- 2017 Párhuzamos Kultúráért díj

## Zenei művek
- 1998/2005 Karácsonyi népénekek. Pozsony.
- 2000 Árgyélus kismadár. Budapest.
- 2007 Énekelt imádság - Régi magyar imádságok és énekek.
- 2011 Teremtésmesék
- 2015 Legendamesék
- 2020 Virágom, véled elmegyek (tsz. Kátai Zoltán)